# Benaoján
Benaoján is een gemeente in de Spaanse provincie Málaga in de regio Andalusië met een oppervlakte van 32 km². In 2007 telde Benaoján 1632 inwoners.